# Erizada subrubra
Erizada subrubra är en fjärilsart som beskrevs av Arnold Pagenstecher 1900. Erizada subrubra ingår i släktet Erizada och familjen trågspinnare. Inga underarter finns listade i Catalogue of Life.